# Cyphonia horizontalis
Cyphonia horizontalis är en insektsart som beskrevs av Albino Morimasa Sakakibara 1968. Cyphonia horizontalis ingår i släktet Cyphonia och familjen hornstritar. Inga underarter finns listade i Catalogue of Life.